# Гребенка (Минский район)
Гре́бенка (бел. Грэ́бенка) — деревня в Минском районе Минской области Белоруссии. В составе Михановичского сельсовета.

## География
Расположена на дороге Н9043, недалеко от реки Гребенка. В 15 км на юг от Минска, в 3,5 км от железнодорожной станции Михановичи на линии Минск — Осиповичи.
Соседние населённые пункты Кайково, Бордиловка, Алексеевка.

### Гидрография
Река Гребенка.

## Этимология
Согласно географу и топонимисту Вадиму Жучкевичу, название Гребенка может происходит от термина гребень — перелом склона гряды, холма, также возвышенная полоса среди заболоченной местности. Также название могло образоваться от переосмысления основы гребля — дорога через болото, с канавами, иногда посыпанная хворостом.

## История
В 1800 году деревня, двор, собственность Доминика Иеронима Радзивилла, в Минском уезде Минской губернии, относилась к фольварку Анополь. В конце XIX века в Самохваловичской волости.
С конца февраля 1918 года территория оккупирована войсками Германской империи. 25 марта 1918 года согласно Третьей Уставной грамоте провозглашалась частью Белорусской Народной Республики. В декабре 1918 года занята Красной Армией, с 1 января 1919 года в соответствии с постановлением I съезда КП(б) Беларуси она вошла в состав Советской Белоруссии, с 27 февраля 1919 года — в ЛитБел ССР. Во время польско-советской войны в августе 1919 — июле 1920 годов и в середине октября 1920 года под оккупацией Польши.
С 31 июля 1920 года в Белорусской ССР. С 20 августа 1924 года деревня в Гатовском сельсовете Минского округа (до 26 июля 1930). В 1926 году существуют посёлок Гребенка-1 и хутор Гребенка-2. с 1927 года в Дергайском сельсовете. С 18 января 1931 года включена в границы города Минска. С 26 мая 1935 года в Минском районе, с 20 февраля 1938 года в Минской области.
Во Вторую мировую войну с конца июня 1941 года до начала июля 1944 года оккупирована нацистской Германией. Немецкими войсками во время карательных операций были сожжены 7 дворов, убиты 6 жителей.
В 1976 году в Самохваловичском сельсовете, с 1987 года в Михановичском сельсовете.

## Население

### Численность
- 2009 год — 21 житель

### Динамика
- 1800 год — 6 жителей
- 1897 год — фольварок, 2 двора, 10 жителей
- 1917 год — урочище, 3 двора, 16 жителей
- 1926 год — Гребенка-1 — 9 дворов 43 жителя; Гребенка-2 — 2 двора, 7 жителей
- 1941 год — 21 двор, 68 жителей
- 1997 год — 17 хозяйств, 29 жителей
- 1999 год — 28 жителей (перепись населения)
- 2004 год— 22 жителя
- 2009 год — 21 житель

## Экономика
- Лесопилка
- Производство бетонных заборов
- Охотничьи домики

## Достопримечательность
- Курганный могильник. В 200 м на юг от деревни, около дороги. 11 насыпей высотой 1-1,8 м. Открыл в 1930 году археолог Антон Рынейский, обследовал в 1979 году археолог Валентин Соболь[2].

## Галерея

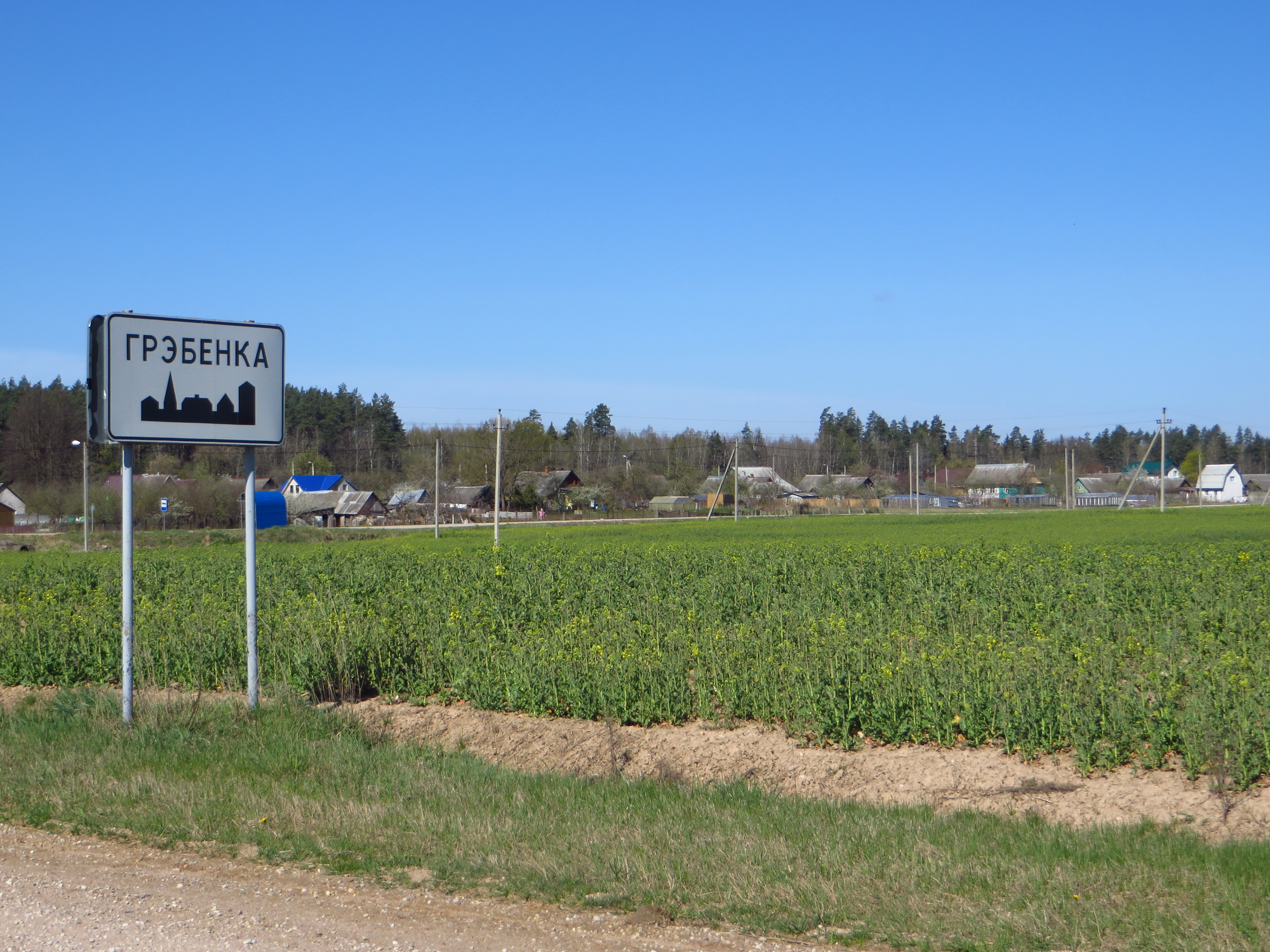
На въезде в Гребенку со стороны Бордиловки
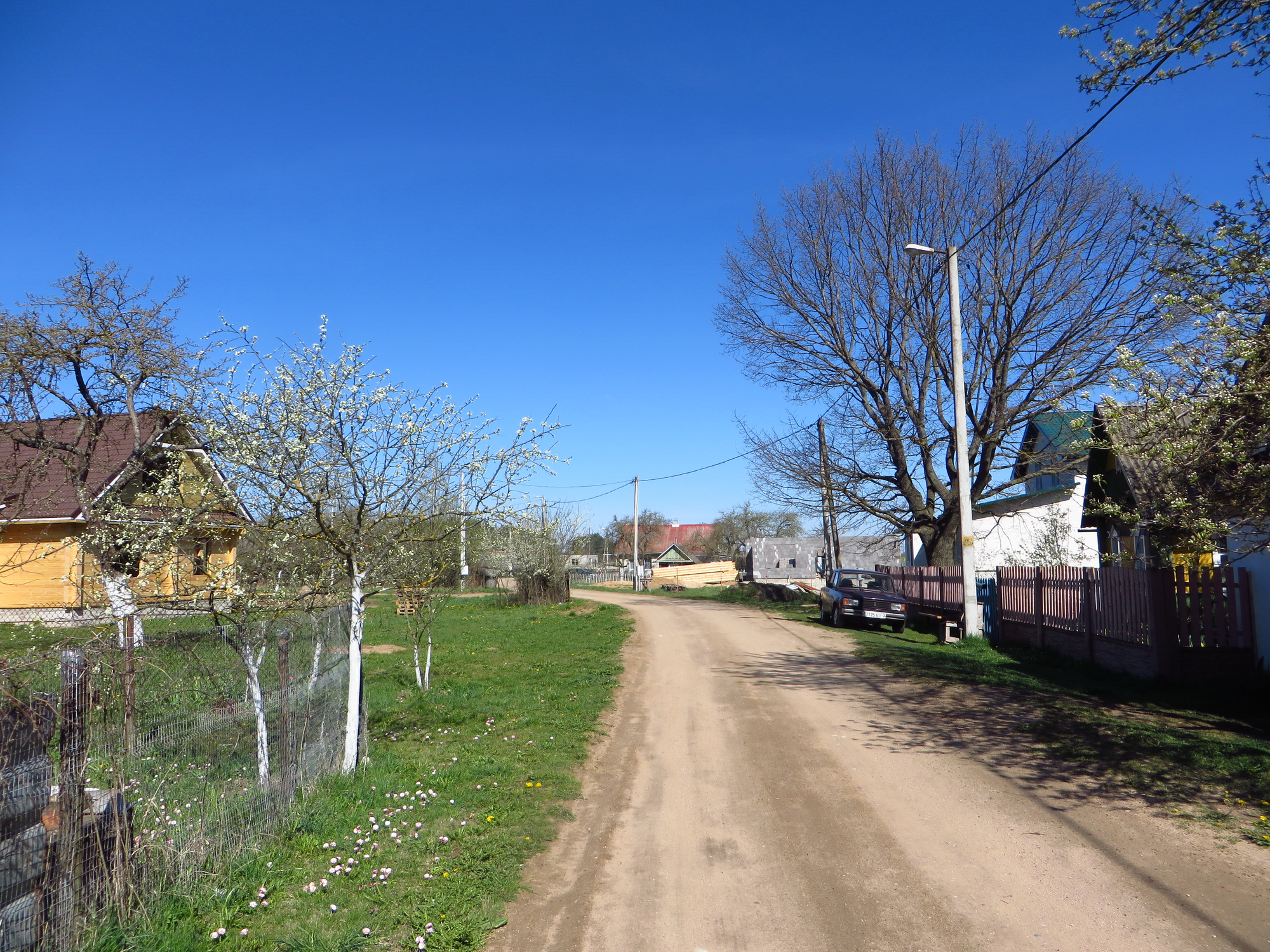
Улица Центральная
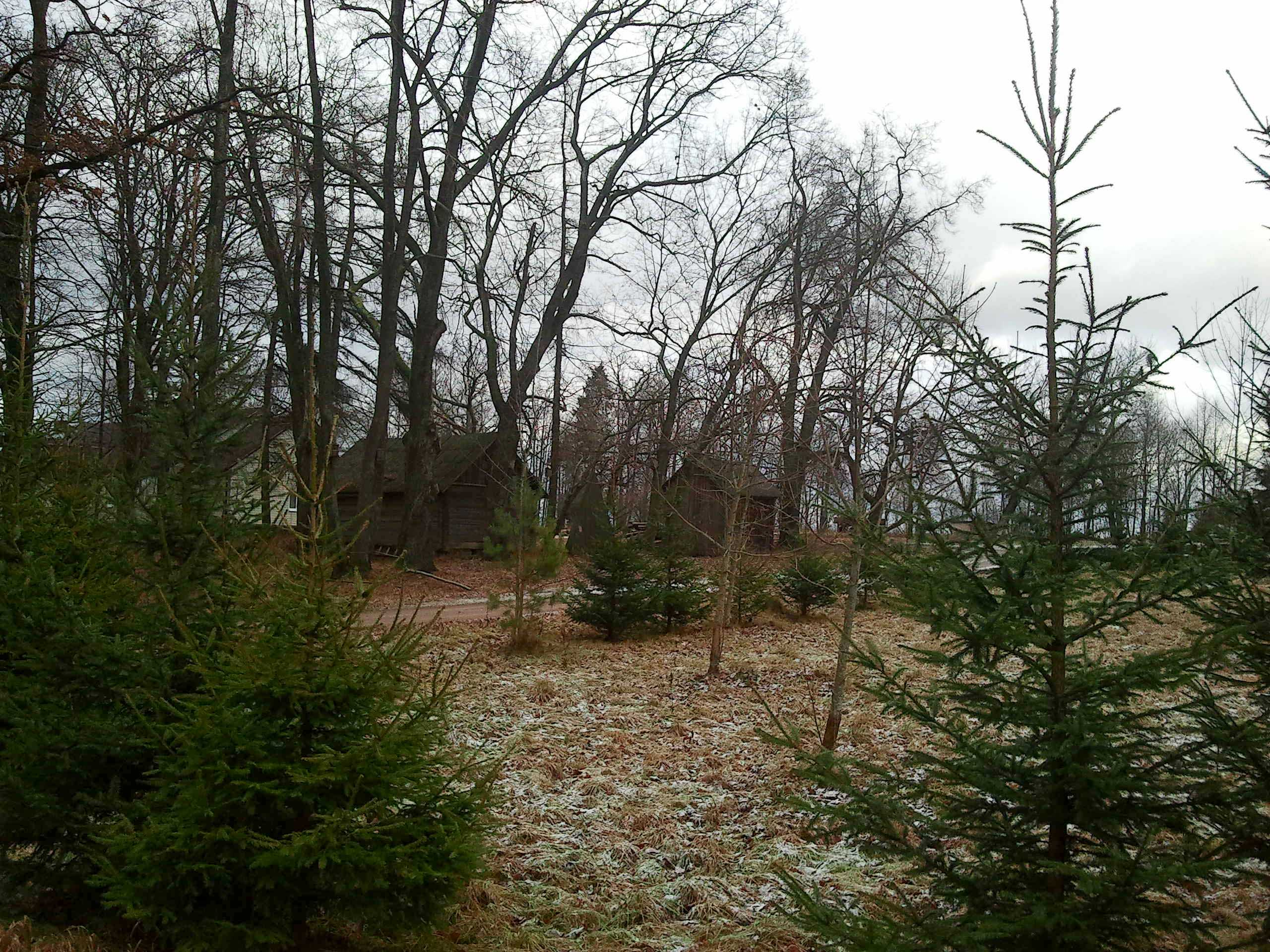
Лес Кайковского биологического заказника, на западе от деревни